# Errevet
Errevet est une petite commune française située dans le département de la Haute-Saône, la région culturelle et historique de Franche-Comté et la région administrative Bourgogne-Franche-Comté.
Elle se trouve juste à la limite des deux départements de la Haute-Saône et du Territoire de Belfort (90).

## Géographie

### Situation
Elle est située au nord-ouest de Belfort (90), entre les communes d'Evette-Salbert (90), Frahier-et-Chatebier (70), Champagney (70), Plancher-Bas (70) et Lachapelle-sous-Chaux (90).
Errevet est une des 189 communes que regroupe le parc naturel régional des Ballons des Vosges.

### Géologie
Errevet est construite sur le plateau de Haute-Saône dans la dépression sous-vosgienne et s'appuie sur le versant méridional du massif des Vosges. Le bassin houiller stéphanien sous-vosgien s’étend sur le territoire communal et aux alentours, entre Bouhans-lès-Lure, Ronchamp, Lomont à l'ouest et Rougemont, Romagny à l'est. Au lieu-dit Les Granges-Godey, situé au sud-est de la commune de Plancher-Bas, non loin d'Errevet, des veines de houille situées à faible profondeur sont découvertes mais ne sont pas exploitées.

### Climat
Pour des articles plus généraux, voir Climat de la Bourgogne-Franche-Comté et Climat de la Haute-Saône.
En 2010, le climat de la commune est de type climat de montagne, selon une étude du Centre national de la recherche scientifique s'appuyant sur une série de données couvrant la période 1971-2000. En 2020, Météo-France publie une typologie des climats de la France métropolitaine dans laquelle la commune est exposée à un climat semi-continental et est dans la région climatique  Vosges, caractérisée par une pluviométrie très élevée (1 500 à 2 000 mm/an) en toutes saisons et un hiver rude (moins de 1 °C). 
Pour la période 1971-2000, la température annuelle moyenne est de 9,6 °C, avec une amplitude thermique annuelle de 17,2 °C. Le cumul annuel moyen de précipitations est de 1 338 mm, avec 12,7 jours de précipitations en janvier et 10,5 jours en juillet. Pour la période 1991-2020, la température moyenne annuelle observée sur la station météorologique de Météo-France la plus proche, « Giromagny_sapc », sur la commune de Giromagny à 7 km à vol d'oiseau, est de 10,2 °C et le cumul annuel moyen de précipitations est de 1 636,6 mm. 
La température maximale relevée sur cette station est de 37,2 °C, atteinte le 24 juillet 2019 ; la température minimale est de −18,9 °C, atteinte le 20 décembre 2009,,. 
Les paramètres climatiques de la commune ont été estimés pour le milieu du siècle (2041-2070) selon différents scénarios d'émission de gaz à effet de serre à partir des nouvelles projections climatiques de référence DRIAS-2020. Ils sont consultables sur un site dédié publié par Météo-France en novembre 2022.

## Urbanisme

### Typologie
Au 1er janvier 2024, Errevet est catégorisée commune rurale à habitat dispersé, selon la nouvelle grille communale de densité à sept niveaux définie par l'Insee en 2022.
Elle est située hors unité urbaine. Par ailleurs la commune fait partie de l'aire d'attraction de Belfort, dont elle est une commune de la couronne,. Cette aire, qui regroupe 91 communes, est catégorisée dans les aires de 50 000 à moins de 200 000 habitants,.

### Occupation des sols
L'occupation des sols de la commune, telle qu'elle ressort de la base de données européenne d’occupation biophysique des sols Corine Land Cover (CLC), est marquée par l'importance des territoires agricoles (68,5 % en 2018), une proportion identique à celle de 1990 (68,5 %). La répartition détaillée en 2018 est la suivante : 
zones agricoles hétérogènes (68,5 %), forêts (31,5 %). L'évolution de l’occupation des sols de la commune et de ses infrastructures peut être observée sur les différentes représentations cartographiques du territoire : la carte de Cassini (XVIIIe siècle), la carte d'état-major (1820-1866) et les cartes ou photos aériennes de l'IGN pour la période actuelle (1950 à aujourd'hui).

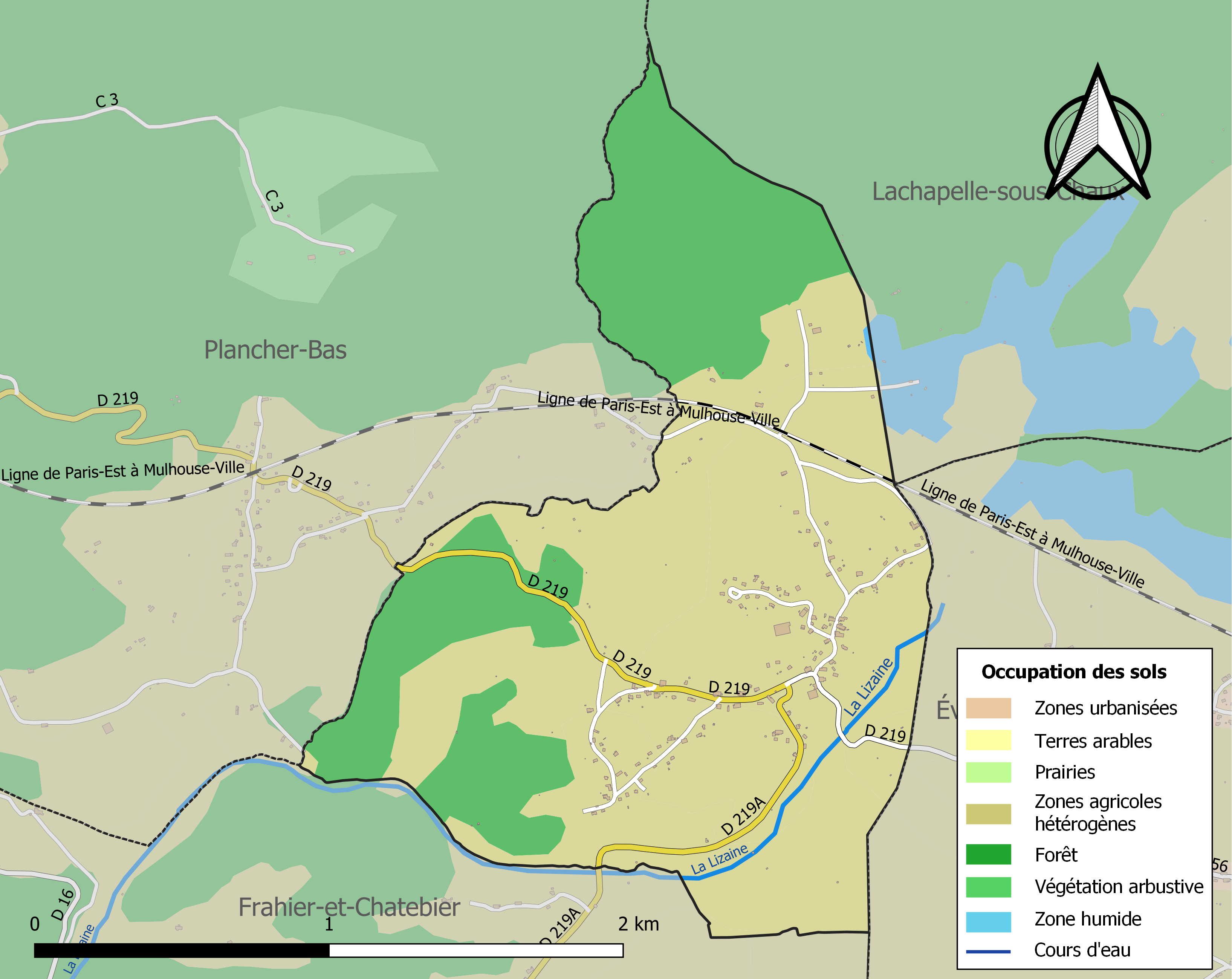
Carte des infrastructures et de l'occupation des sols de la commune en 2018 (CLC).

## Politique et administration

### Rattachements administratifs et électoraux
La commune était historiquement rattachée au canton de Champagney. Dans le cadre du redécoupage cantonal de 2014 en France, la commune fait désormais partie du canton d'Héricourt-1.

### Intercommunalité
La commune, jusqu'alors isolée, a intégré le 1er janvier 2014, la communauté de communes Rahin et Chérimont,.

### Liste des maires
| Période                                  | Période        | Identité      | Étiquette | Qualité                                                                                       |
| ---------------------------------------- | -------------- | ------------- | --------- | --------------------------------------------------------------------------------------------- |
| Les données manquantes sont à compléter. |                |               |           |                                                                                               |
| juin 1995                                | septembre 2024 | Jean Marconot | DVD       | Agriculteur Vice-président de la CC Rahin et Chérimont (2014 → 2024) Décès en cours de mandat |

## Démographie
En 2022, la commune d’Errevet comptait 258 habitants. À partir du XXIe siècle, les recensements réels des communes de moins de 10 000 habitants ont lieu tous les cinq ans. Les autres « recensements » sont des estimations.
| 1793 | 1806 | 1821 | 1831 | 1836 | 1841 | 1846 | 1851 | 1856 |
| ---- | ---- | ---- | ---- | ---- | ---- | ---- | ---- | ---- |
| 200  | 207  | 204  | 228  | 256  | 262  | 239  | 240  | 237  |

| 1861 | 1866 | 1872 | 1876 | 1881 | 1886 | 1891 | 1896 | 1901 |
| ---- | ---- | ---- | ---- | ---- | ---- | ---- | ---- | ---- |
| 230  | 235  | 212  | 238  | 226  | 225  | 209  | 204  | 181  |

| 1906 | 1911 | 1921 | 1926 | 1931 | 1936 | 1946 | 1954 | 1962 |
| ---- | ---- | ---- | ---- | ---- | ---- | ---- | ---- | ---- |
| 173  | 156  | 157  | 164  | 171  | 141  | 141  | 116  | 100  |

| 1968 | 1975 | 1982 | 1990 | 1999 | 2006 | 2008 | 2013 | 2018 |
| ---- | ---- | ---- | ---- | ---- | ---- | ---- | ---- | ---- |
| 101  | 98   | 163  | 228  | 227  | 238  | 241  | 254  | 247  |

| 2022 | - | - | - | - | - | - | - | - |
| ---- | - | - | - | - | - | - | - | - |
| 258  | - | - | - | - | - | - | - | - |

## Lieux et monuments

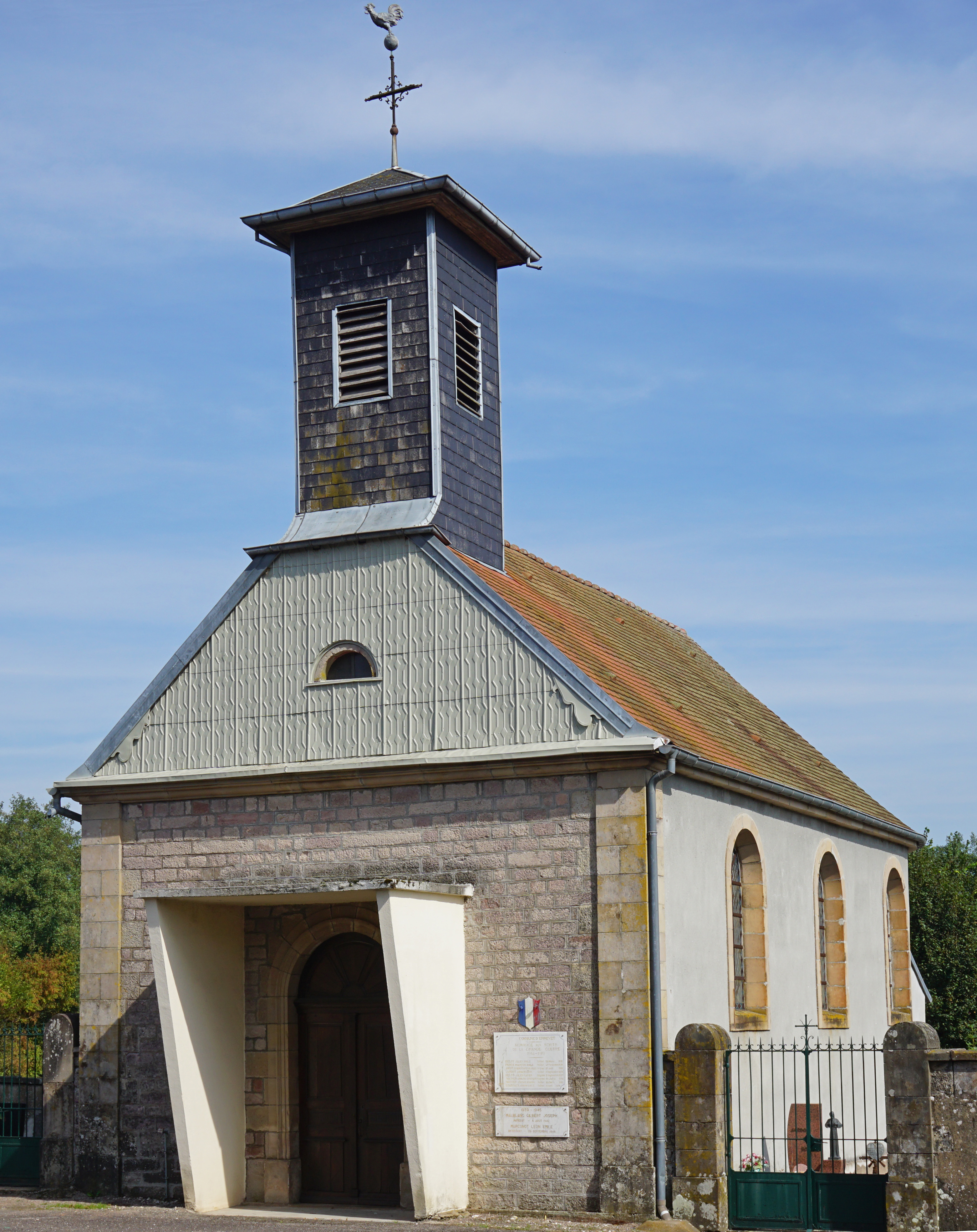
La chapelle.
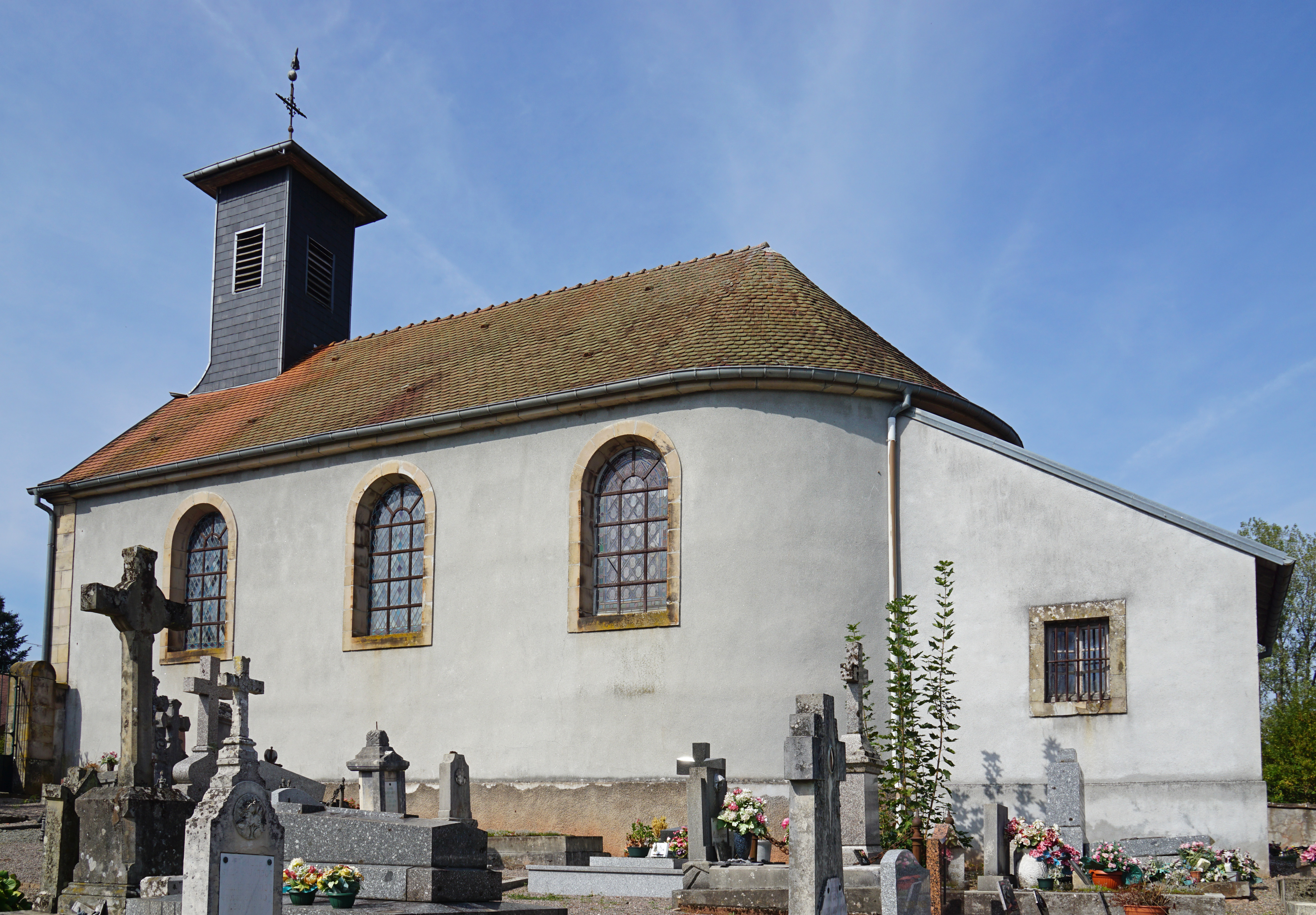
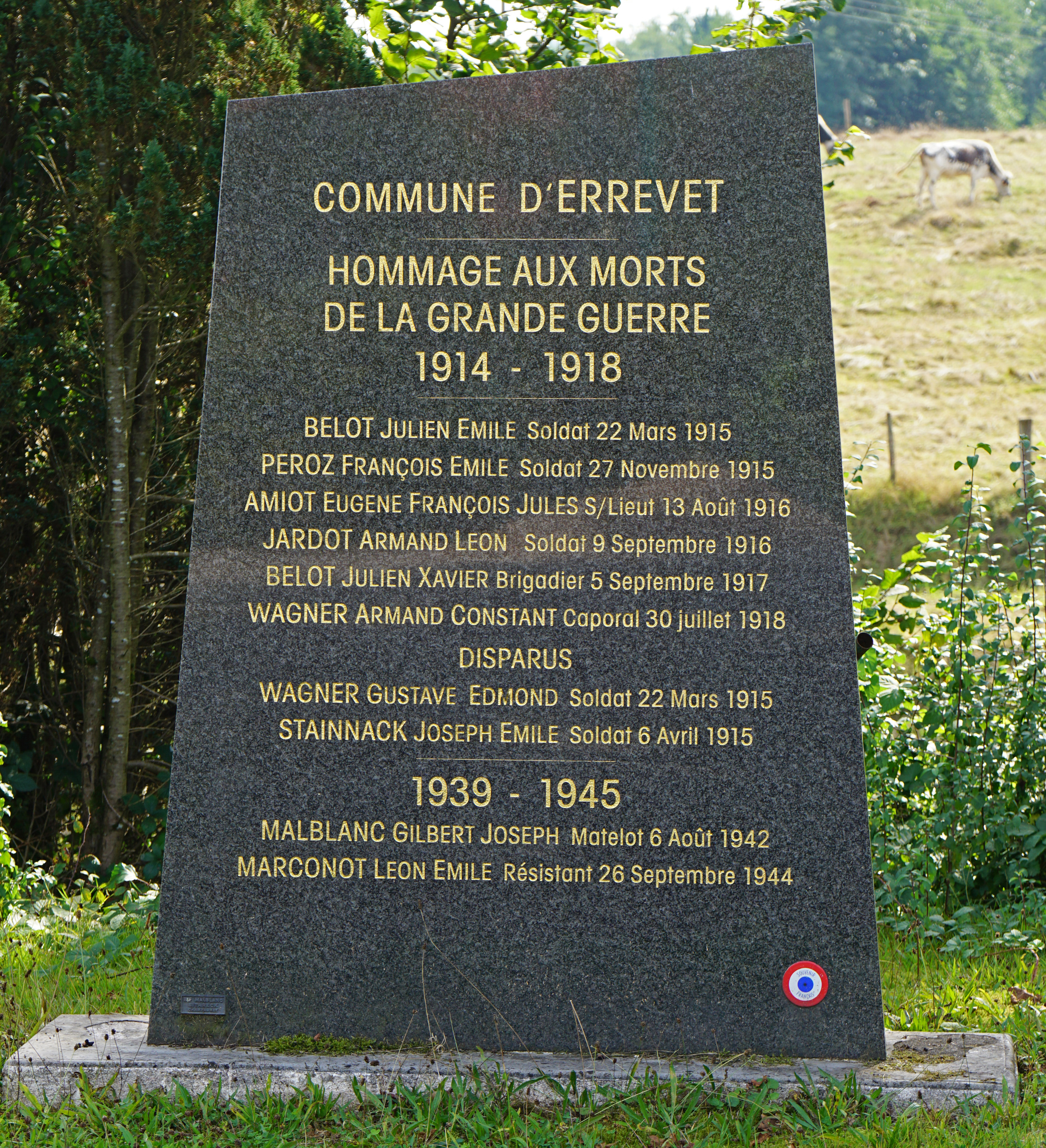
Monument aux morts.
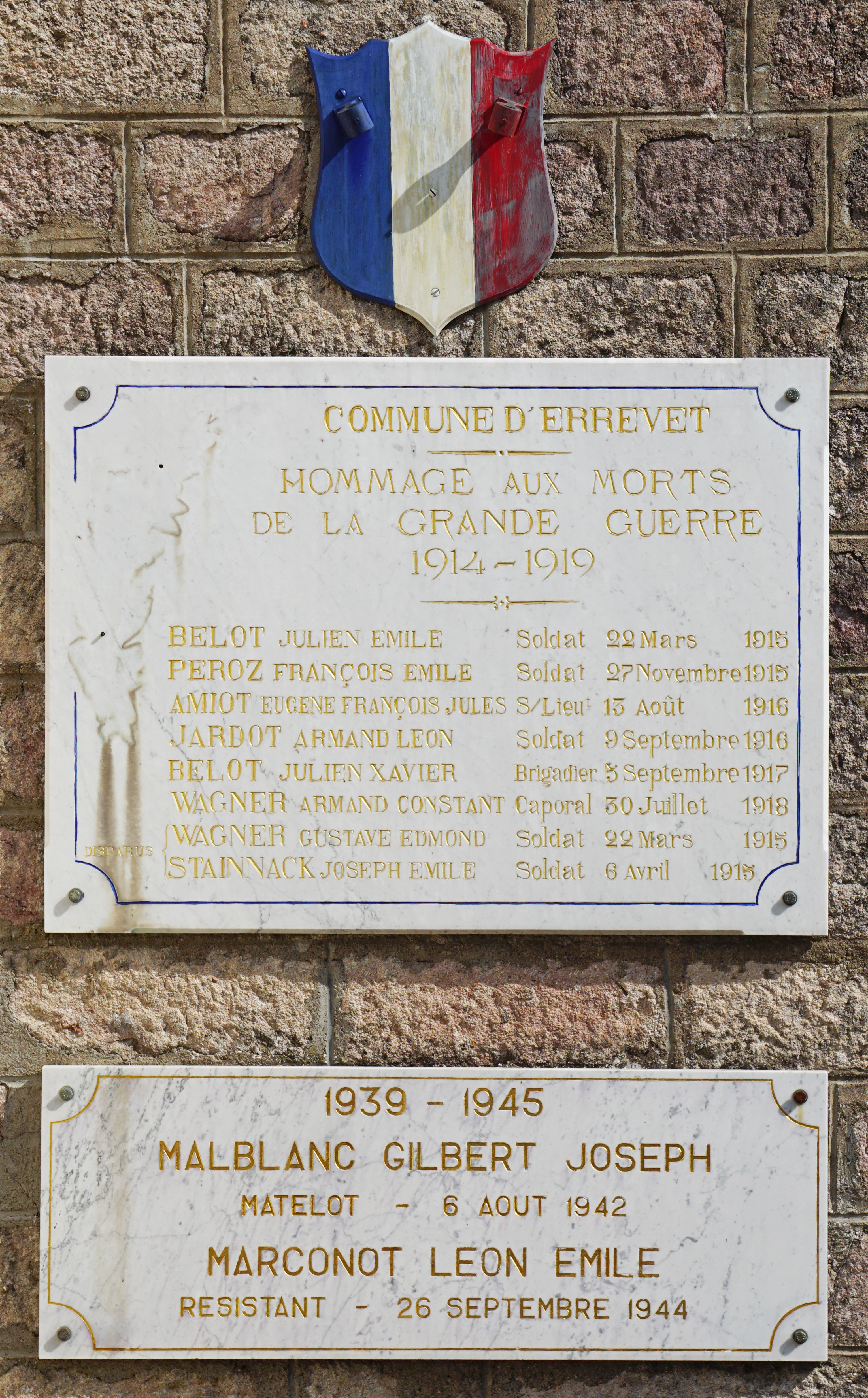
Plaques commémoratives.
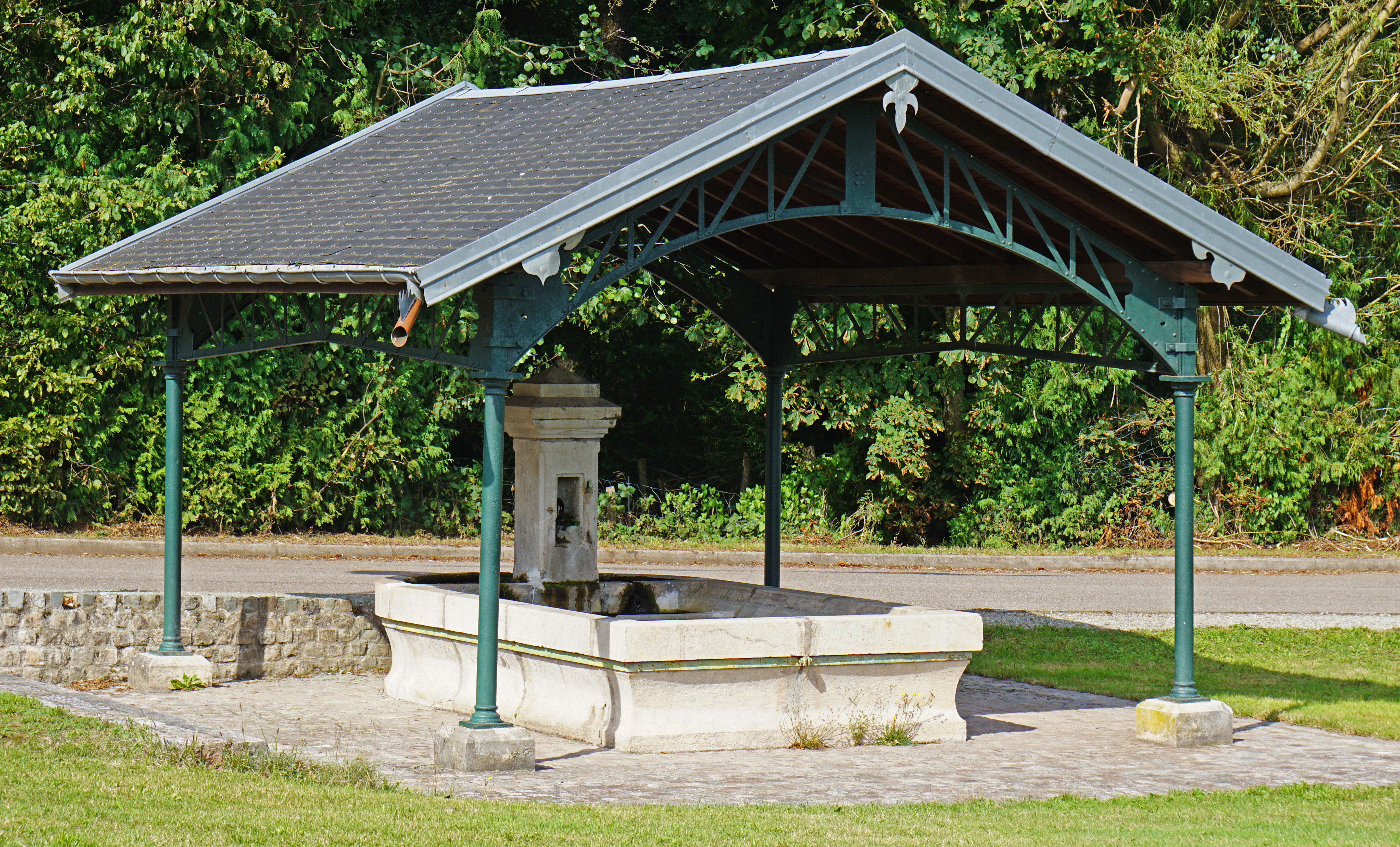
Fontaine.
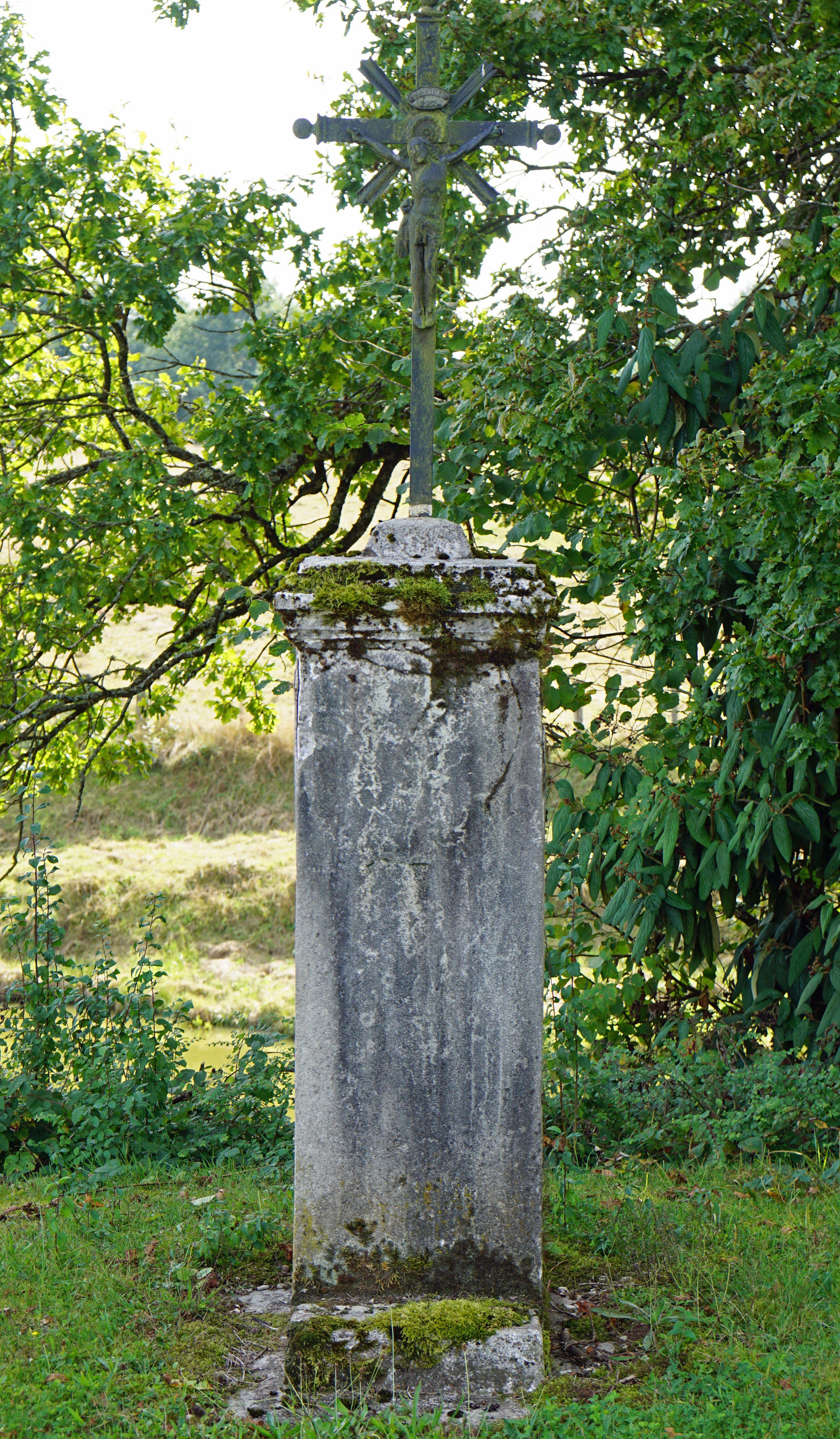
Calvaire.